# Devastation
Devastation je 
nekad pulski, a sada varaždinski thrash metal sastav.

## Povijest sastava
Devastation 1986. – 1990.
Sastav Devastation nastao je u Puli 1986., pod imenom TSM (Their Satanic Majesty) te je bio jedan od prvih sastava u Jugoslaviji koji je svirao speed i thrash metal. Sastav je osnovan kao težnja trojice obožavatelja speed metala da aktivno sudjeluju u glazbi koju vole. Tako su Alex (vokal), Marko (gitara) i Chriss (bubanj) počeli s probama i stvaranjem prvih pjesama. Naravno, tu je bio potreban još i basist, ali i drugi gitarist pa je ubrzo sastav zaokružio postavu s Fritzom (bass) i Davidom (gitara). Vrlo brzo sastav mijenja ime u "Devastation".
Prvi nastup sastav je imao u Rijeci, na gitarijadi 11. travnja 1987., a već u kolovozu iste godine (5. – 10.kolovoza 1987.), pod producentskom palicom Saleta Verude (KUD Idijoti) snima svoj prvi demo „The Upcoming Mayhem“. Demo je u cijelosti snimljen uživo i sadržavao je 5 autorskih pjesama, jedan intro te obradu pjesme "United Forces" sastava Stormtroopers of Death.
Sastav je do kraja 1987. godine odsvirao još nekoliko koncerata, ali je krajem godine zbog osobnih neslaganja unutar sastava došlo do promjene članova. Iz sastava izlaze Marko, David i Fritz, a na njihovo mjesto dolaze Wutrich (gitara), Erwin (bass) i Elizabeta (gitara).
Sastav je opet krenuo sa svirkama, izrazito uspješno nastupio na pulskoj gitarijadi 1988., a početkom 1989. dolazi do novih promjena; iz sastava izlaze Erwin i Elizabeta, a ulaze Igor (gitara) i Dean (bass). 
U ožujku 1989., tri člana sastava, Alex, Chriss i Wutrich počinju snimanje drugog dema. Drugi demo, nazvan prema pjesmi Dischargea The Possibility of Life's Destruction objavljuju 1989. Demo je završen tek u srpnju, zbog problema sa snimateljem/producentom, ali je ovo bio veliki korak naprijed za sastav. Demo je sadržavao 8 autorskih pjesama i 2 obrade (Discharge i Gordi), i doživio sjajne recenzije u stranim fanzinima, kao i u vodećem muzičkom časopisu tadašnje države, Pop Rock-u. Sastav je pobijedio na pulskoj gitarijadi 1989. i nastavio sa svirkama do početka 1990., kada se sastav definitivno raspada zbog nekoliko odlazaka na služenje vojnog roka. Alex i Chriss nalaze Mirka (gitara) i odlučuju nastaviti kao trio s Alexom i na bass gitari, razmišljajući i o promjeni imena sastava. Kao Devastation odsvirali su još nekoliko nastupa, a onda slijedi opet stanka u radu zbog odlaska Alexa i Chrissa na služenje vojnog roka.
Hatröss 1991. – 1997.
Sastav se zapravo raspao krajem 1990., no njegovi osnivači, braća Kristijan i Aleksandar Bijažić oformljuju novi sastav nazvan "Hatröss" koji nastavlja rad prethodnog. Sastav je u početku djelovao kao kvintet i uz Alexa i Chrissa, u sastavu su jos svirali Vedran i Damir (gitare) i Florijan (bass). Damira nakon nekoliko mjeseci mijenja Davor, i sastav u toj postavi počinje intenzivno nastupati. U tih 6,5 godina sastav je snimio 2 dema od kojih je prvi iz 1992., „A Look At Tomorrow“, koji je 1994. izdat kao kazetno izdanje uz dodatak sedam live pjesama. Sastav je imao vrlo upečatljive nastupe u Puli i Zagrebu, a od 1994. sastav je opet funkcionirao kao trio (Alex-Chriss-Vedran), i u toj postavi snimio zadnji bezimeni demo s tri autorske pjesme. Pod imenom Hatröss sastav je djelovao od ljeta 1991. do travnja 1997. kad Hatröss definitivno prestaje postojati. 
Devastation 2007. – 2011.
Sastav se pod imenom Devastation ponovno okuplja 2007., s potpuno izmijenjenom postavom, od koje je ostao samo osnivač Alex (vokal). Nakon mnogih ponovnih promjena članova, od kojih valja navesti Mladena (gitara) koji je zapravo jako zaslužan za ponovno pokretanje sastava, konačna postava sastava se ustaljuje tek 2010. U siječnju 2010. kineska izdavačka kuća Area Death Productions objavljuje CD kompilaciju Devastation Complete 1987 -1989 remasteriranih pjesama s prva dva demoalbuma.  2010. Devastation ponovno nastupaju uživo, u postavi u kojoj je od originalne postave samo vokal Alex. Sastav svira ukupno šest koncerata, od kojih su značajni nastup na Metal Festivalu u Šidu (Srbija) u kolovozu 2010., a samo tjedan dana nakon Šida, sastav vrlo uspješno nastupa na sedmom Viva La Pola festivalu u Puli, s kojeg je snimljen poluslužbeni DVD. Sastav se razilazi u travnju 2011., a nastavak je najavljen za 2016.
Devastation 2016 - 
2016. je bila godina kad je Alex konačno okupio fiksni sastav, s vrlo mladim i uglavnom neiskusnim muzičarima. Osim Karla, koji se odmah javio za ponovno okupljanje, tu su bili i gitaristi Bernard i Danijel, te bubnjar Leo. Do kraja godine band je ušao u studio i nakon 32 godine objavio novu studijsku snimku. Budući da band nije imao novog materijala, a nije dolazilo u obzir ponovno snimanje starih pjesama, band se odlučio na snimanje triju obrada. Budući da je vrlo skoro bila 30-godišnjica smrti pjevača Atomskog Skloništa Sergia Blažića

## Članovi
(uključuje sve članove koji su zabilježeni na audio ili video snimkama)
Devastation (1986. – 1990. i 2007. – 2011.)
- Alex Bijažić - vokal (1986.-), bas-gitara (1990., 1994. – 1997.) (ex-Kronos, ex-Antitodor I Talenti, ex-TUD Imbjecili, ex-Erupcija, Leukkemiaa)
- Chriss Bijažić - bubnjevi (1986. – 2009.) (ex-Sumrak Ideja, ex-TUD Imbjecili, ex-Detma, ex-The Bleeding, ex-Messerschmitt, ex-KUD Idijoti, ex-Haze, Manekeni, Leukkemiaa, ex-Fancy Filter, ex-BlackBellis, ex-VIS Thunderbirds, ex-Oliver Kovach, ex Antitodor, Ezzy Top)
- Marko Pušić - gitara (1986. – 1987.) (ex-Brainstorm)
- Walter "Fritz" Udovičić - bas-gitara (1986. – 1987.) (ex-Brainstorm, ex-The Bleeding)
- David Lorusso - gitara (1986. – 1987.) (ex-Horus, ex-Messerschmitt, ex-Condition Critical, ex-Funky Junky, ex-Keystone)
- Sergej "Wutrich" Mudrovčić - gitara (1988. – 1989.)
- Erwin Barbaro - bas-gitara (1988.)
- Elizabeta "Pita" Petric - gitara (1988.) (ex-TUD Imbjecili, ex-Sake, ex-Junkers 5, ex-Fancy Filter)
- Dean "Peća" Božac - bas-gitara (1989. – 1990.)
- Igor "Lux" Lukšić - gitara (1989. – 1990.)
- Mladen "Distor" Medić - gitara (2007. – 2009.)(ex-Desinence Mortification)
- Hrvoje "Hrc" Vogrinc - gitara (2007. – 2009.) (ex-Dissident)
- Karlo F. "Kegel" Kögl - bas-gitara (2008. – 2010.)
- Ivor Barić - gitara (2010. – 2011.) (ex-Desecrator, ex-HIR)
- Petar Babić - bubnjevi (2010. – 2011.) (ex-Dravardia, ex-Insolitvs, ex-Sagan, Bednja, Corpse Grinder)
- Vlado Soldatek - gitara (2010. – 2011.) (ex-Cold Snap)
- Andrija Danko - bas-gitara (2010. – 2011.)

Devastation (2016-now)
- Karlo F. Kegel Kögl - bas gitara (2016 - 2017)
- Danijel Conar - gitara (2016 - )
- Bernard Jozić - gitara (2016 - )
- Leonardo Vrček - bubnjevi (2016  - )
- Sara Bistrović - bass (2018 - )

Hatröss
- Mirko Parlov - gitara (1990.) (ex-Condition Critical, ex-Leukkemiaa, ex-Anti Otpad, ex-Gustafi)
- Vedran "Veco" Svetek - gitara (1991. – 1997.) (ex-Leukkemiaa, ex-Dusty Miller)
- Florijan "Floki" Odobašić - bas-gitara (1991. – 1994.) (ex-Condition Critical, ex-Bon Voyage)
- Damir Kusačić (R.I.P.) - gitara (1991.) (ex-Condition Critical, ex-Distorzija)
- Davor Osuško - gitara (1992. – 1994.)

## Diskografija
Kao Devastation (listopad 1986. - siječanj 1990.)
- The Upcoming Mayhem (demo 1987.)
- Live in Pula 1988 - Non Violent Moshing (live 1988.- deleted)
- The Possibility of Life's Destruction (demo 1989.)

Kao Hatröss (veljača 1990. - travanj 1997.)
- A Look At Tomorrow (demo 1992.)
- A Look At Tomorrow (cassette 1994., Paradise City)
- untitled (demo 1996.)

Kao Devastation (listopad 2007. -travanj 2011. )
- Devastation Complete 1987 -1989 (compilation cd 2010., Area Death Productions)

Kao Devastation (svibanj 2016. -)
- In Memoriam (web EP 2017. )
- The Possibility Of Life's Destruction - 30 Anniversary Edition ( vinyl LP 2018. FOAD Records )
- Live In Ormož ( live album 2019. )
- Ground Zero ( demo 2019. )

## Vanjske poveznice
- MySpace stranica  Arhivirana inačica izvorne stranice od 18. prosinca 2009. (Wayback Machine)